# Al Lujack
Aloysius Richard Lujack, detto Al (Connellsville, 5 ottobre 1920 – Bethesda, 26 dicembre 2002), è stato un cestista statunitense, professionista nella BAA.

## Carriera
Dopo la carriera universitaria a Georgetown, disputò 5 partite nella BAA con i Washington Capitols nel 1946-47, segnando 4 punti.